# Вероніка перська
Вероніка перська, вероніка персидська (Veronica persica) — однорічна трав'яна рослина, вид роду вероніка (Veronica) родини подорожникові (Plantaginaceae).

## Ботанічний опис
Стебла висотою 10—70 см, поодинокі або декілька, слабкі, розпростерті, лежачі, прості або в нижній частині гіллясті, з довгими пагонами, циліндричні, тонкі, волосисті.
Листки супротивні, верхні майже сидячі, решта на черешках, довжиною 2—4 мм. Приквіткові листки чергові, довгасті, трохи зменшені. Стеблові — широко яйцеподібні до округлих, довжиною 8—16 мм, шириною 5—15 мм, злегка серцеподібні або усічені, по краю крупно зубчасті, з рідкими волосками на поверхні.
Квітки по одній у пазухах стеблових листків, на довгих ниткоподібних, слабо волосистих квітконіжках довжиною 1,5—4 см. Віночок діаметром 7—11 (до 15) мм, блакитний, синій або світло-фіолетовий, з зеленувато-жовтим зівом, з синіми жилками, нижня лопать іноді біла, всі лопаті тупі, три — округлониркоподібні, одна яйцеподібна, все майже рівні або трохи перевищують чашечку. Тичинки вигнуті, коротші від віночка, з округлояйцеподібними пиляками та розширеними у середині нитками.
Плід — коробочка, удвічі ширша за свою довжину, шириною 8—10 мм, довжиною 4—5 мм. Насіння по 3—12 у кожному гнізді, довжиною 1,5—2,5 мм, довгасте, неглибоко зморшкувате.

## Поширення
Вид поширений у Європі, Азії, Північній та Південній Америці. В Україні зустрічається повсюдно, росте на полях та у садах, бур'ян, адвентивна рослина.